# Servicio desinteresado
El servicio desinteresado o Seva (punyabí: ਸੇਵਾ) es un servicio que se realiza sin ninguna expectativa de resultado o premio a la persona que lo realiza.

## Significado religioso
La idea de servicio desinteresado (seva también sewa) es un concepto existente en la mayoría de las religiones hindúes y las tradiciones del yoga. Porque Dios se percibe a través de la relación con los demás, así como con uno mismo, servir a otras personas se considera una práctica devocional esencial, es indirectamente servir a Dios. Servicio en el sentido de hacer la vida más fácil a los demás. Es uno de los principios centrales del sijismo.

Los seres vivos se alimentan de la comida, y la comida se nutre de la lluvia, la lluvia así mismo es el agua de la vida, que proviene de la adoración y el servicio desinteresado. - Bhagavad Gita , 3,14

El servicio desinteresado es también importante en el cristianismo. Jesús a menudo lo predicó (Mateo 20: 25-28, Marcos 09:35; 10: 42-45, Lucas 9: 46-48; 17: 7-10, Juan 13: 12-15), y tanto Pedro como Pablo, respectivamente, escribieron al respecto (1 Pedro 4: 10-11 ), (2 Corintios 4: 5 , Filipenses 2: 5-7 , Colosenses 3: 23-24).
 
La canción del cantante cristiano Ray Boltz "He venido a servir" es acerca del mandato de Jesús a su Apóstoles (después del Lavatorio) para servir a los demás[cita requerida] como él les había servido (Juan 13: 12-15 ).

## Uso
El término se utiliza en los premios militares como, Ati Vishisht Seva Medalla (AVSM), Param Vishisht Seva Medalla (PVSM), e instituciones como Fundación Seva, Seva Sadan Gandhi y Seva Bharati.